# Petrorossia funebris
Petrorossia funebris är en tvåvingeart som beskrevs av Frey 1934. Petrorossia funebris ingår i släktet Petrorossia och familjen svävflugor. Inga underarter finns listade i Catalogue of Life.